# Dendrobium otaguroanum
Dendrobium otaguroanum är en orkidéart som beskrevs av Alex Drum Hawkes. Dendrobium otaguroanum ingår i släktet Dendrobium, och familjen orkidéer. Inga underarter finns listade i Catalogue of Life.